# 藤原実季
藤原 実季（ふじわら の さねすえ）は、平安時代後期の公卿。藤原北家閑院流、権中納言・藤原公成の次男。官位は正二位・大納言、贈正一位・太政大臣。白河天皇の外伯父、鳥羽天皇の外祖父。後閑院贈太政大臣と呼ばれた。

## 経歴
後冷泉朝初頭の永承元年（1046年）に叙爵し、永承6年（1051年）侍従に任官。康平4年（1061年）左近衛少将に任ぜられるが、当時の閑院流は藤原氏嫡流からは大きく外れており、28歳で参議として公卿となっていた父の公成に対し、30歳にして位階は正五位下と実季の昇進は遅々として進まなかった。治暦2年（1066年）には従四位下に昇叙されるも、近衛少将を解かれてしまっている。
しかしながら、妹の茂子が権大納言・藤原能信の養女として皇太子・尊仁親王の妃になり、第一皇子の貞仁親王を始め一男四女を産んでいたことで、実季は尊仁親王の信任を得ていた。治暦4年（1068年）に尊仁親王が即位（後三条天皇）すると、実季は同年に従四位上、延久元年（1069年）蔵人頭兼左近衛中将と、天皇の近臣として急速に昇進し、延久4年（1072年）参議に任ぜられ一躍公卿の仲間入りを果たした。議政官の傍らで、兵衛督・検非違使別当などの武官を兼帯している。
延久4年（1072年）貞仁親王が即位（白河天皇）すると実季は実の外伯父として天皇の信任を得て、延久5年（1073年）に従三位、延久6年（1074年）11月に大嘗会の悠紀国司として正三位に叙せられると、同年12月には上位参議5名（藤原基長・藤原良基・源経信・藤原宗俊・藤原伊房）をごぼう抜きして権中納言に任官。さらに、承保2年（1075年）正月に従二位、12月に正二位と続けて昇叙されるなど目覚ましい昇進を果たした。
承暦4年（1080年）権大納言に任ぜられるとともに、春宮・実仁親王の春宮大夫を兼ね、永保3年（1083年）大納言に至る。
寛治5年（1092年）12月24日薨去。享年58。没後、娘の藤原苡子が堀河天皇に入内し鳥羽天皇の生母となったことにより、天皇の外祖父として正一位・太政大臣を追贈されている。

## 官歴
『公卿補任』による。
- 永承元年（1046年） 8月：従五位下（東宮御給）
- 永承6年（1051年） 日付不詳：侍従
- 天喜6年（1058年） 正月6日：従五位上（侍従労）
- 康平4年（1061年） 2月28日：左近衛少将[1]
- 康平5年（1062年） 正月30日：備前権介[1]
- 康平7年（1064年） 正月5日：正五位下（少将）
- 治暦2年（1066年） 正月5日：従四位下（少将）、止少将?[1]
- 治暦4年（1068年） 11月9日：備中介（前少将）。11月29日：従四位上（悠紀国司）
- 延久元年（1069年） 3月20日：左近衛中将（元前少将）。6月19日：蔵人頭。12月17日：兼左京大夫
- 延久2年（1070年） 正月6日：正四位下（臨時）。正月29日：兼美作権守。2月17日：右近衛中将（大夫如元）
- 延久4年（1072年） 7月24日：右兵衛督（四位兵衛督例）。12月2日：参議、督大夫如元
- 延久5年（1073年） 3月9日：兼検非違使別当。4月14日：兼左兵衛督。4月30日：従三位（行幸院司賞）。8月21日：遭母喪。日付不詳：復任
- 延久6年（1074年） 10月14日：兼中宮権大夫（中宮・藤原賢子）。11月16日：兼近江権守。11月19日：正三位（悠紀）。12月26日：権中納言、督別当如元
- 承保2年（1075年） 正月19日：従二位（行幸日権大夫賞）。正月28日：右衛門督。12月8日：正二位（春日行幸行事賞）[2]
- 承保4年（1077年） 2月29日：辞権大夫（男公実申任権亮）
- 承暦3年（1079年） 正月27日：兼左衛門督。3月：辞別当
- 承暦4年（1080年） 8月14日：権大納言。8月22日：兼春宮大夫（春宮・実仁親王）
- 永保3年（1083年） 正月26日：大納言、大夫如故
- 応徳2年（1085年） 11月8日：止大夫（太子薨日）。12月8日：兼按察使
- 寛治5年（1092年） 12月24日：薨去

## 系譜
- 父：藤原公成
- 母：藤原定佐[3]の女
- 妻：藤原睦子 - 藤原経平の女
  - 長男：藤原公実（1053-1107）
  - 次男：藤原保実（1060-1102）
  - 三男：藤原仲実（?-1122）
  - 長女：藤原苡子（1076-1103） - 堀河天皇女御、鳥羽天皇の母
- 養子女
  - 猶子：藤原顕季（1055-1123）